# Leptostylus fernandezi
Leptostylus fernandezi là một loài bọ cánh cứng trong họ Cerambycidae.